# Cesarstwo Trapezuntu
Cesarstwo Trapezuntu lub Trebizondu (funkcjonuje także określenie: cesarstwo trapezunckie) – państwo powstałe w 1204 roku na gruzach Cesarstwa Bizantyjskiego na ziemiach wokół miasta Trapezunt (dziś Trabzon we wschodniej Turcji). Cesarstwo istniało w latach 1204–1461.

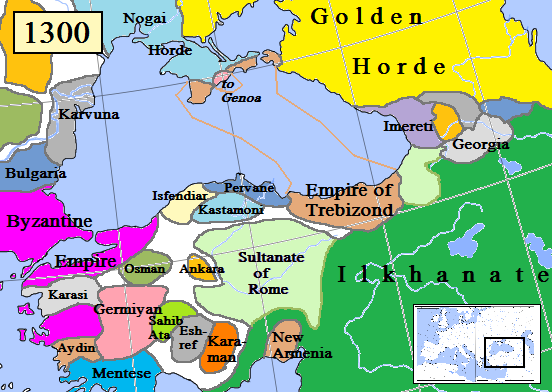
Azja Mniejsza ok. 1300 roku

Cesarstwo założyli przedstawiciele bizantyjskiej dynastii Komnenów, wnukowie Andronika I, Aleksy i Dawid, którzy zawładnęli w kwietniu 1204 roku Trapezuntem, zakładając dynastię Wielkich Komnenów. Miało to miejsce zupełnie niezależnie od wydarzeń z Konstantynopola, który został krótko potem zdobyty przez rycerzy IV krucjaty. Przy wsparciu wojsk gruzińskich i królowej Tamary, Dawid Wielki Komnen zdobył położone na wybrzeżu Morza Czarnego tereny wokół miasta Trapezunt, a także Synopę i Herakleę Pontyńską, przez które przebiegały ważne szlaki handlowe. Dalsze podboje powstrzymał Teodor I Laskarys.
Dawid Wielki Komnen prowadził walkę z Teodorem jako wasal cesarza konstantynopolitańskiego i przy jego poparciu. Kiedy stosunki między Cesarstwem Łacińskim a Cesarstwem Nicejskim ustabilizowały się, Trapezunt zaczął ponosić klęski. W 1214 roku Teodor Laskarys zaanektował posiadłości Dawida na zachód od Synopy. Wówczas Seldżucy zajęli Synopę i pokonali cesarza Aleksego, biorąc go do niewoli. Powrócił na tron jako wasal sułtana Ikonium, samo Cesarstwo skurczyło się do wąskiego pasa nadbrzeżnego.
Po zdobyciu Konstantynopola przez Turków w 1453 roku Cesarstwo Trapezuntu jeszcze tylko przez kilka lat stawiało opór Osmanom. W 1461 roku sułtan Mehmed II Zdobywca zajął Trapezunt, włączając ziemie cesarstwa do własnego imperium.